# Svjatoslav III Vsevolodovič
Svjatoslav III Vsevolodovič, anche noto come Svjatoslav III di Kiev (in russo Святослав Всеволодович?; in ucraino Святослав Всеволодович?; Černihiv, 1123 – 25 luglio 1194), fu principe di Novgorod (1140), di Turov (1142, 1154-1155), di Volinia (1142-1146), di Novgorod-Seversky (1157-1164) di Černihiv (1164-1180) e di Kiev (1173, 1176-1180, 1181-1194).
Battezzato con il nome di Michele, era il primogenito di Vsevolod Olgovič e di una figlia di Mstislav I Volodymyrovyč, Agafia (Maria).